# Collegio di Hamilton and Clyde Valley
Hamilton and Clyde Valley è un collegio elettorale scozzese della Camera dei Comuni del Parlamento del Regno Unito. Elegge un membro del Parlamento con il sistema first-past-the-post, ossia maggioritario a turno unico; rappresentante del collegio, dal 2024, è la laburista Imogen Walker.

## Estensione
Il collegio comprende i seguenti ward del Lanarkshire Meridionale:
- Clydesdale South proveniente dal precedente collegio di East Kilbride, Strathaven and Lesmahagow
- Clydesdale North, Clydesdale West, Hamilton North and East, Hamilton South e Larkhall provenienti dal precedente collegio di Lanark and Hamilton East
- Hamilton West and Earnock proveniente dal precedente collegio di Rutherglen and Hamilton West.

## Membri del parlamento
| Elezione | Elezione | Deputato      | Partito   |
| -------- | -------- | ------------- | --------- |
|          | 2024     | Imogen Walker | Laburista |

## Risultati elettorali

### Elezioni negli anni 2020
| Partito                    | Partito                                      | Candidato                  | Risultati 4 luglio 2024 | Risultati 4 luglio 2024 |
| Partito                    | Partito                                      | Candidato                  | Voti                    | %                       |
| -------------------------- | -------------------------------------------- | -------------------------- | ----------------------- | ----------------------- |
|                            | Laburista                                    | Imogen Walker              | 21 020                  | 49,95                   |
|                            | SNP                                          | Ross Clark                 | 11 548                  | 27,44                   |
|                            | Conservatore                                 | Richard Nelson             | 4 589                   | 10,90                   |
|                            | Reform UK                                    | Lisa Judge                 | 3 299                   | 7,84                    |
|                            | Lib Dem                                      | Kyle Burns                 | 1 511                   | 3,59                    |
|                            | UKIP                                         | Christopher Ho             | 117                     | 0,28                    |
|                            |                                              |                            |                         |                         |
| Iscritti                   | Iscritti                                     | Iscritti                   | 75 480                  | 100,00                  |
| ↳ Votanti (% su iscritti)  | ↳ Votanti (% su iscritti)                    | ↳ Votanti (% su iscritti)  | 42 084                  | 55,76                   |
| ↳ Astenuti (% su iscritti) | ↳ Astenuti (% su iscritti)                   | ↳ Astenuti (% su iscritti) | 33 396                  | 44,24                   |
|                            |                                              |                            |                         |                         |
|                            | Esito: collegio a Laburista (nuovo collegio) |                            |                         |                         |